# NGC 3756
NGC 3756 (другие обозначения — UGC 6579, MCG 9-19-134, ZWG 268.63, KUG 1134+545, IRAS11340+5434, PGC 35931) — галактика в созвездии Большая Медведица.
Этот объект входит в число перечисленных в оригинальной редакции «Нового общего каталога».
Галактика NGC 3756 входит в состав группы галактик NGC 3898. Помимо NGC 3756 в группу также входят ещё 9 галактик.